# Географія Лесото
Лесото — південноафриканська країна, що є гірським анклавом на північному сході ПАР . Загальна площа країни 30 355 км² (142-ге місце у світі), з яких на суходіл припадає 30 355 км², а на поверхню внутрішніх вод — 0 км². Площа країни трохи менша за площу Харківської області України. 

## Назва
Офіційна назва — Королівство Лесото, Лесото (англ. Kingdom of Lesotho, Lesotho). Назва країни походить від етноніму корінного народу сото, що означає чорний або темношкірий та присвійного префіксу ба-. Колишня назва британського протекторату — Басутоленд, від назви народу і слова «ленд» на означення країни, тобто Країна народу басуто.

## Географічне положення
Лесото — південноафриканська країна, що межує лише з однією державою: анклав на території ПАР (спільний кордон — 1106 км). Загальна довжина державного кордону — 1106 км. Країна не має виходу до вод Світового океану.

### Час
Час у Лесото: UTC+2 (той самий час, що й у Києві).

## Геологія

### Корисні копалини
Надра Лесото багаті на ряд корисних копалин: алмази, пісок, каолін, будівельне каміння.

## Рельєф
Середні висоти — 2161 м; найнижча точка — уріз води в місті впадіння річки Махаленг і Оранжева (1400 м); найвища точка — гора Табана-Нтленьяна (3482 м).

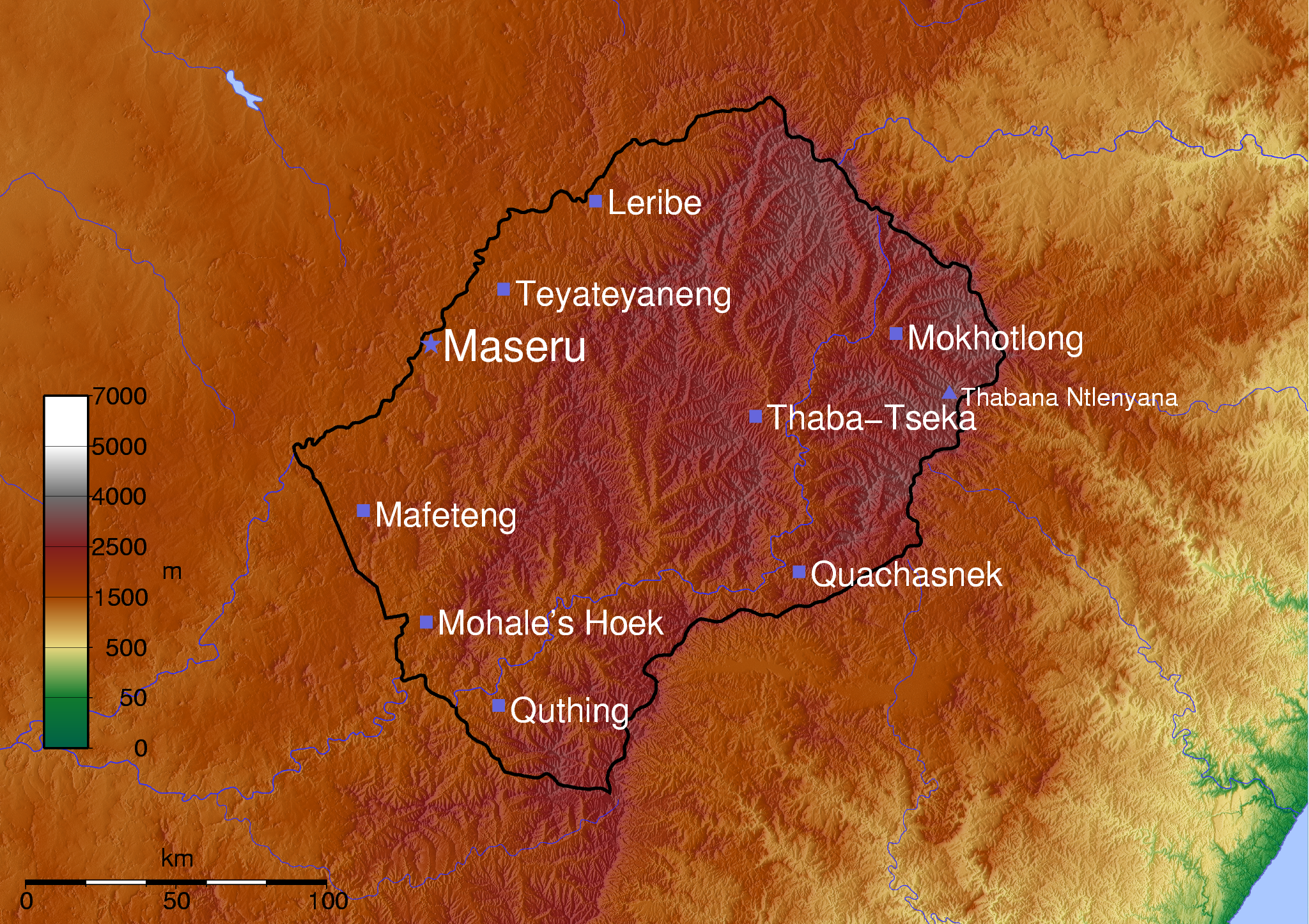
Рельєф Лесото
Гіпсометрична карта Лесото
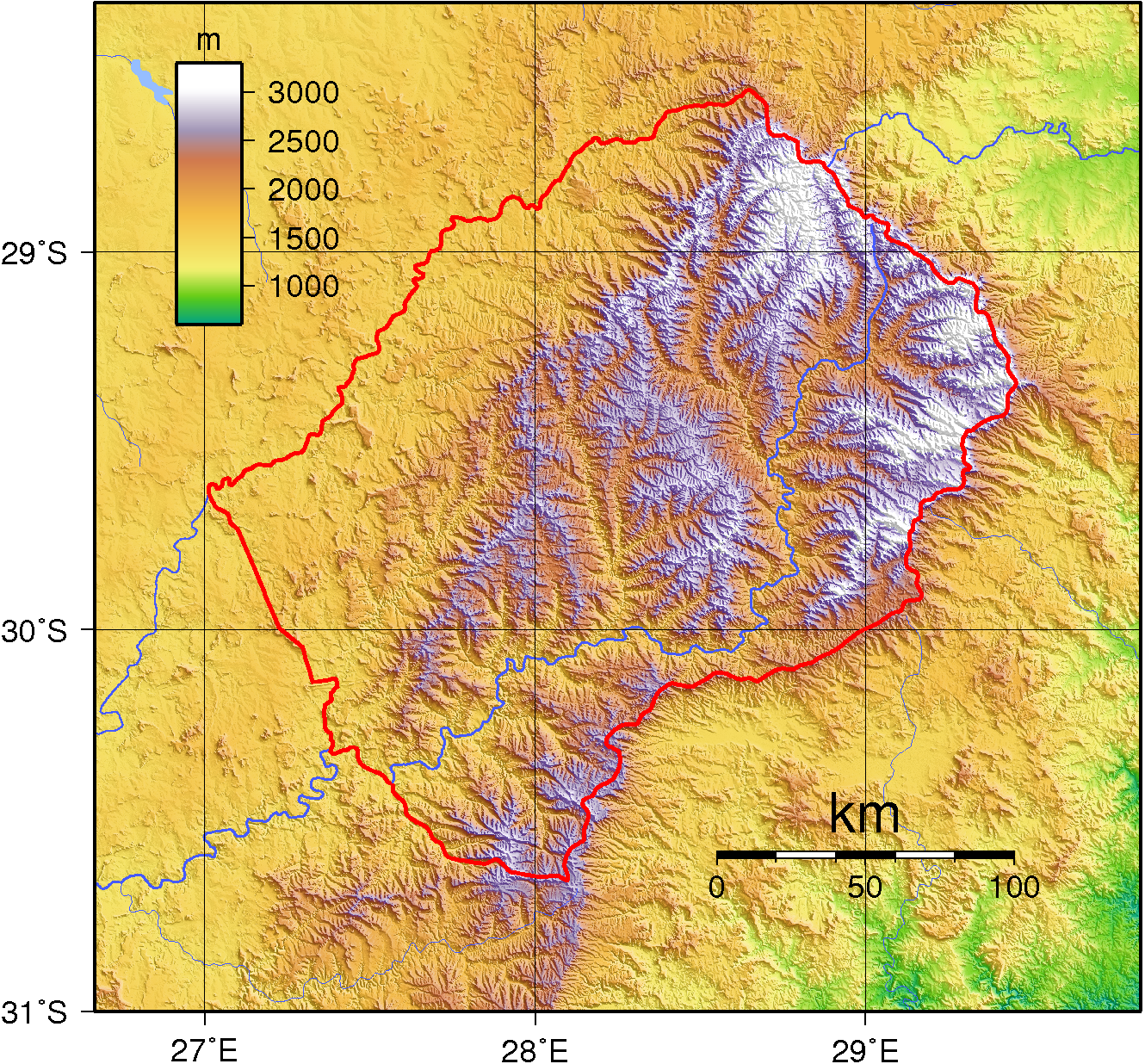
Рельєф Лесото
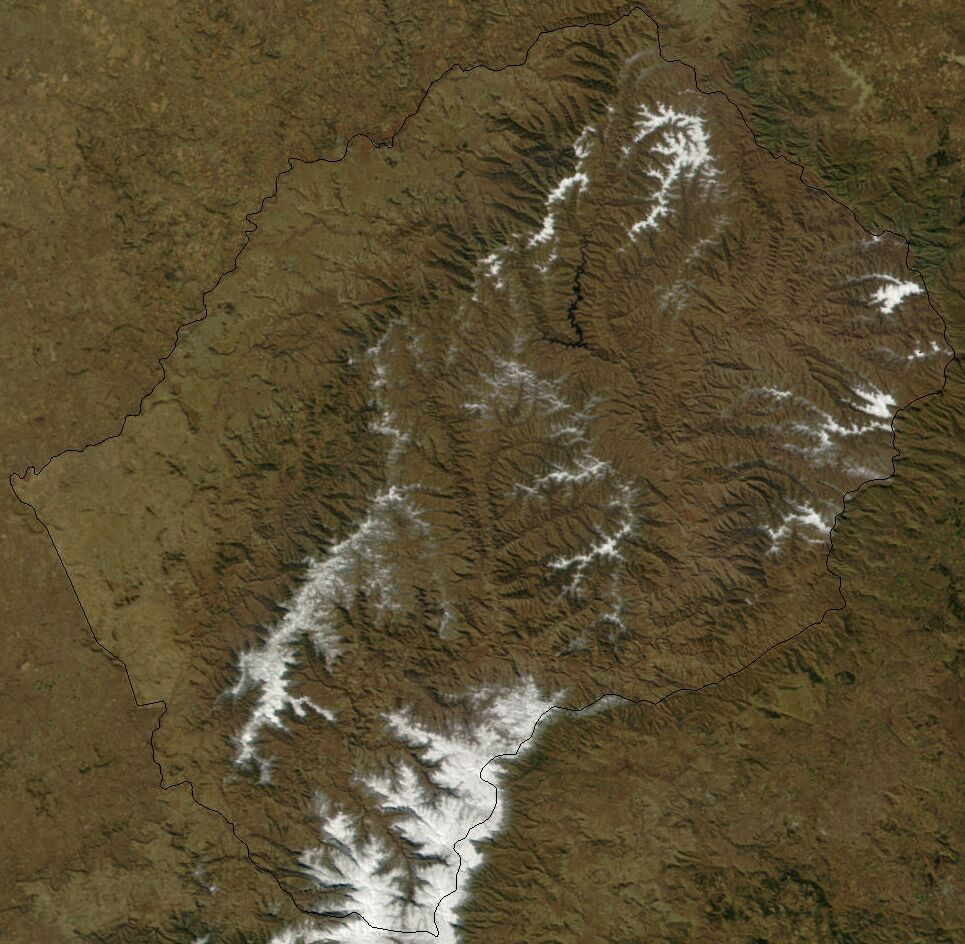
Супутниковий знімок поверхні країни
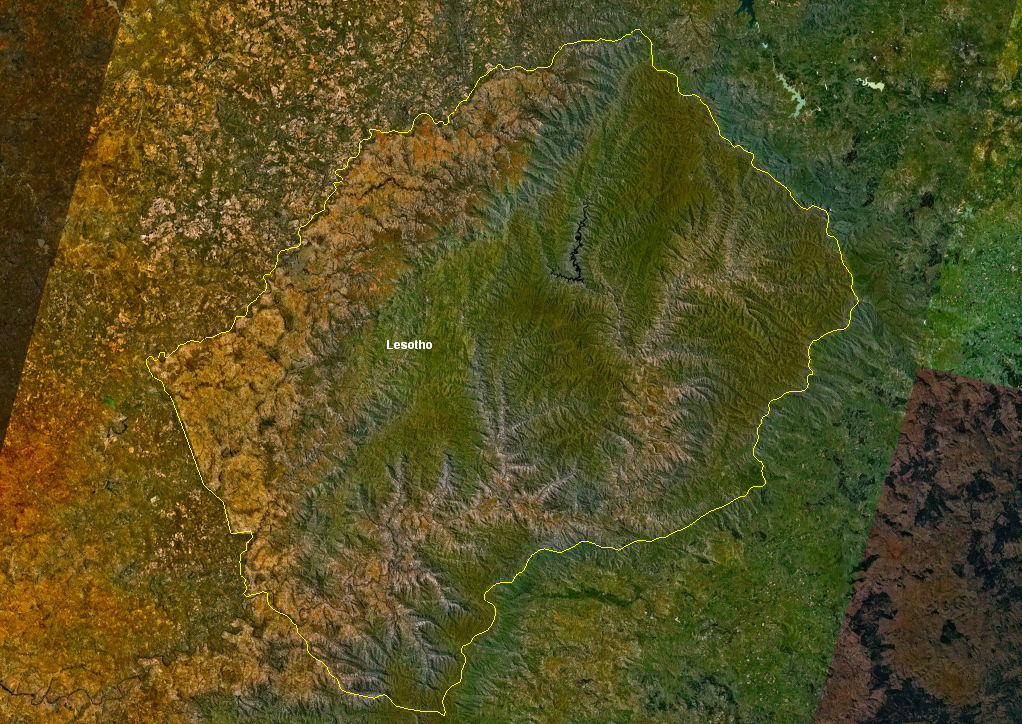
Супутниковий знімок поверхні країни
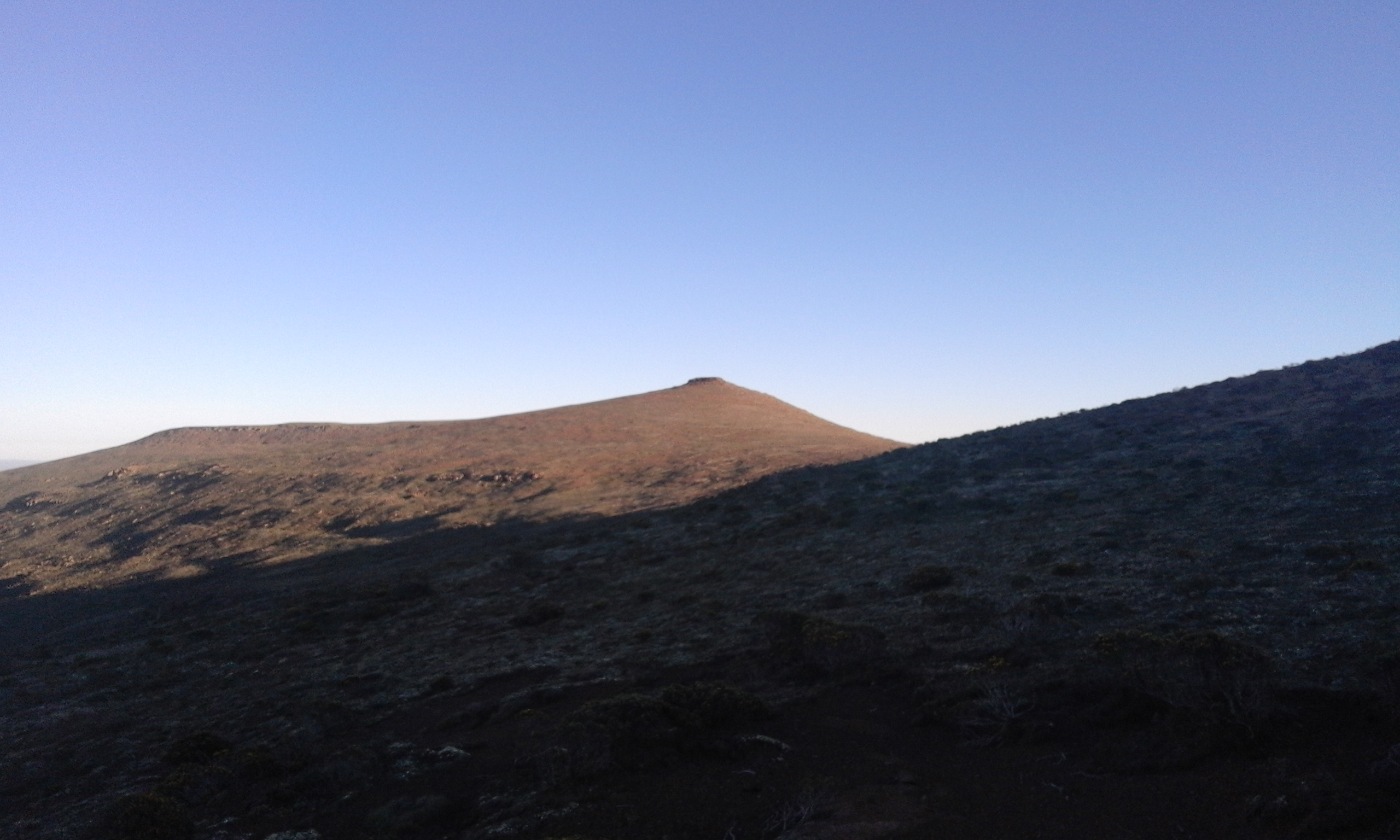
Вершина Табана-Нтленьяна
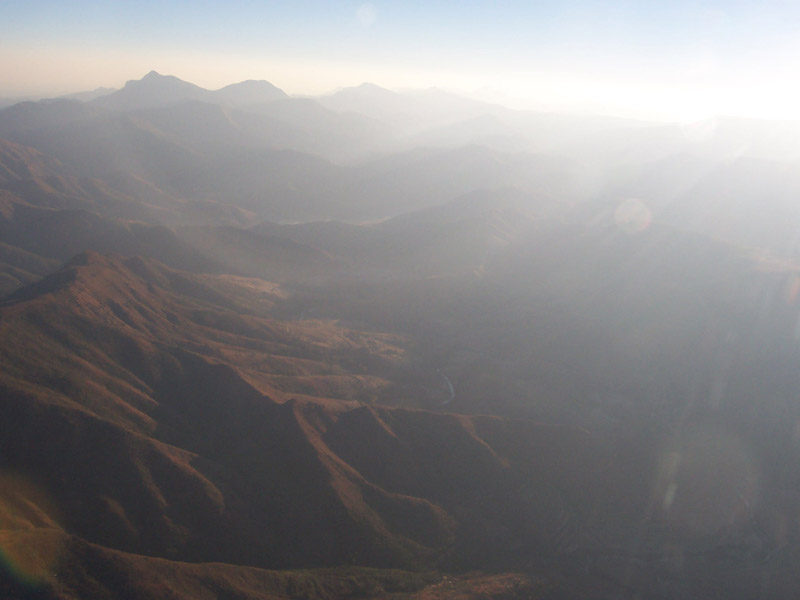
Високогір'я Лесото

## Клімат
Територія Лесото лежить у тропічному кліматичному поясі високогірного типу. Увесь рік панують тропічні повітряні маси. Спекотна посушлива погода з великими добовими амплітудами температури, взимку може випадати сніг, влітку приморозки. Переважають східні пасатні вітри.

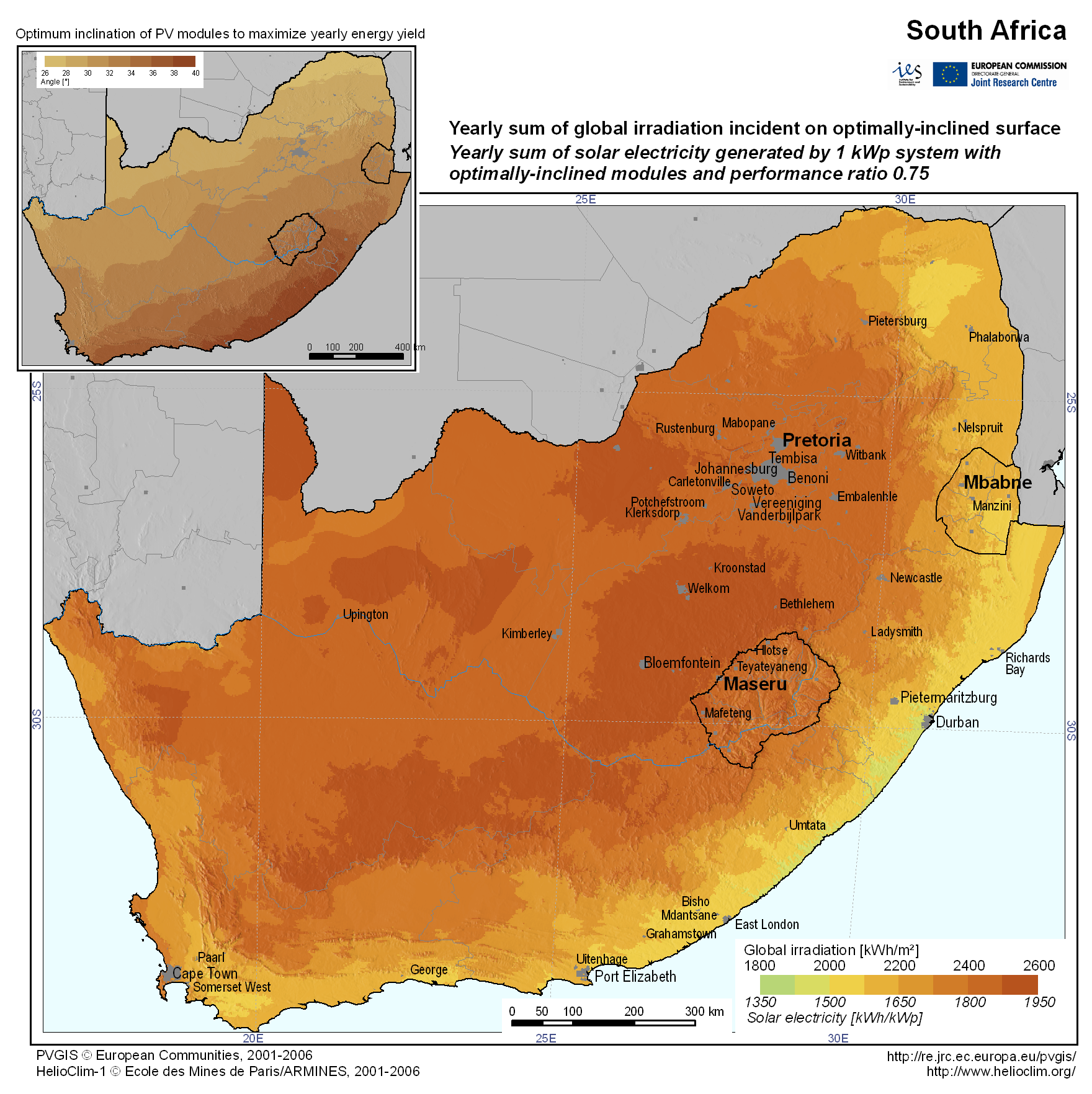
Сонячна радіація (англ.)
Кліматична карта Південної Африки (за Кеппеном)
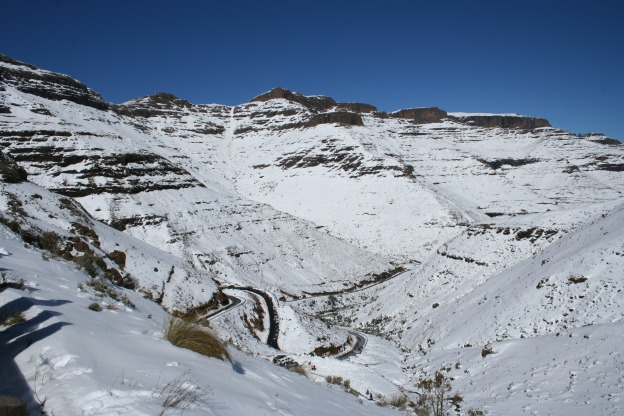
Засніжені схили високогір'я

Лесото є членом Всесвітньої метеорологічної організації (WMO), в країні ведуться систематичні спостереження за погодою.

## Внутрішні води
Загальні запаси відновлюваних водних ресурсів (ґрунтові і поверхневі прісні води) становлять 3,02 км³. Станом на 2012 рік в країні налічувалось 30 км² зрошуваних земель.

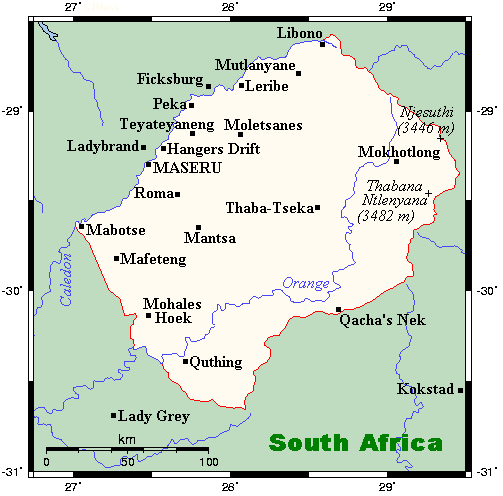
Гідрографічна мережа Лесото
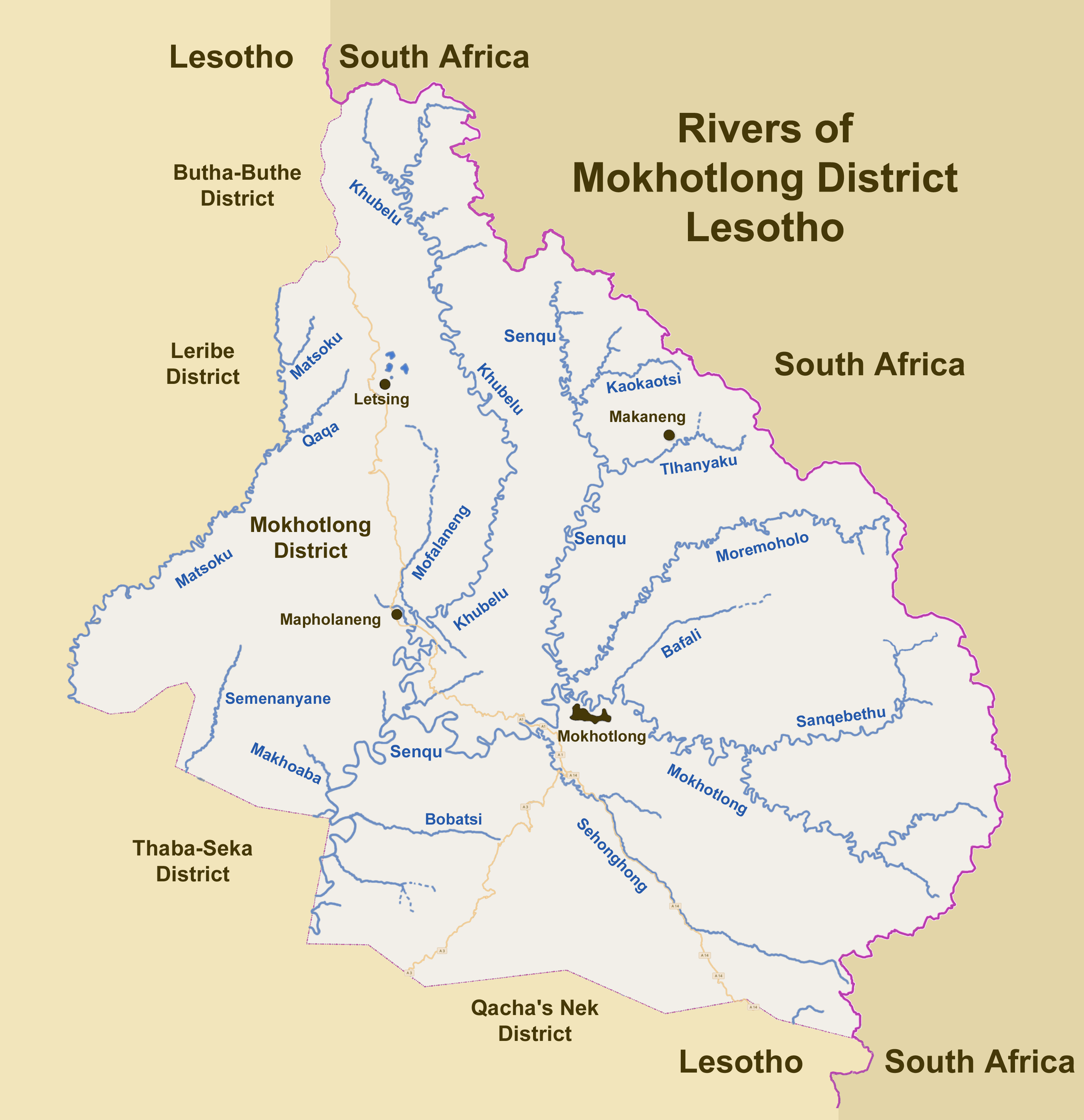
Гідрографічна мережа району Мохотлонг
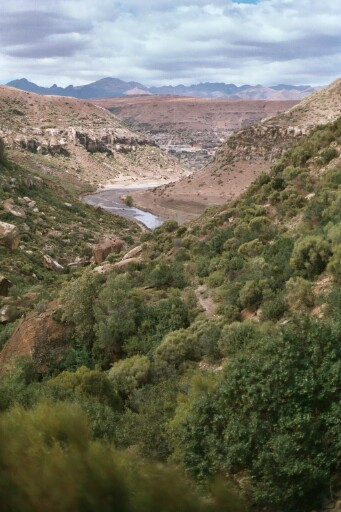
Ущелина річки Махаленг

### Річки
Річки країни належать басейну Атлантичного океану.

## Рослинність
Земельні ресурси Лесото (оцінка 2011 року):
- придатні для сільськогосподарського обробітку землі — 76,1 %,
  - орні землі — 10,1 %,
  - багаторічні насадження — 0,1 %,
  - землі, що постійно використовуються під пасовища — 65,9 %;
- землі, зайняті лісами і чагарниками — 1,5 %;
- інше — 22,4 %[1].

## Тваринний світ
У зоогеографічному відношенні територія країни відноситься до Південноафриканської підобласті Ефіопської області.

## Охорона природи
Лесото є учасником ряду міжнародних угод з охорони навколишнього середовища:
- Конвенції про біологічне різноманіття (CBD),
- Рамкової конвенції ООН про зміну клімату (UNFCCC),
- Кіотського протоколу до Рамкової конвенції,
- Конвенції ООН про боротьбу з опустелюванням (UNCCD),
- Конвенції про міжнародну торгівлю видами дикої фауни і флори, що перебувають під загрозою зникнення (CITES),
- Базельської конвенції протидії транскордонному переміщенню небезпечних відходів,
- Конвенції з міжнародного морського права,
- Конвенції з охорони морських живих ресурсів,
- Монреальського протоколу з охорони озонового шару,
- Рамсарської конвенції із захисту водно-болотних угідь[11].

## Стихійні лиха та екологічні проблеми
На території країни спостерігаються небезпечні природні явища і стихійні лиха: періодичні посухи.
Серед екологічних проблем варто відзначити:
- перевипасання, що призводить до ерозії ґрунтів і деградації земель;
- спустелювання;
- проект накопичення і розподілення прісної води на високогір'ї для потреб сусідньої Південно-Африканської Республіки.

## Фізико-географічне районування
У фізико-географічному відношенні територію Лесото можна розділити на _ райони, що відрізняються один від одного рельєфом, кліматом, рослинним покривом: .

### Українською
- Атлас світу / голов. ред. І. С. Руденко ; зав. ред. В. В. Радченко ; відп. ред. О. В. Вакуленко. — К. : ДНВП «Картографія», 2005. — 336 с. — ISBN 9666315467.
- Атлас. 7 клас. Географія материків і океанів / Укладачі О. Я. Скуратович, Н. І. Чанцева. — К. : ДНВП «Картографія», 2014.
- Бєлозоров С. Т. Африка : фізико-географічний нарис. — вид. 2-ге, перероб. і доп. — К. : Радянська школа, 1957. — 232 с.
- Барановська О. В. Фізична географія материків і океанів : навч. посіб. для студентів ВНЗ : [у 2 ч.]. — Н. : Ніжинський державний університет ім. Миколи Гоголя, 2013. — 306 с. — ISBN 978-617-527-106-3.
- Лесото // Гірничий енциклопедичний словник : [у 3-х тт.] / за ред. В. С. Білецького. — Д. : Східний видавничий дім, 2004. — Т. 3. — 752 с. — ISBN 966-7804-78-X.
- Костів Л. Я. Фізична географія материків і океанів. Африка : навч.-метод. посібник. — Л. : Видавничий центр ЛНУ імені Івана Франка, 2017. — 184 с. — ISBN 978-617-10-0374-3.
- Панасенко Б. Д. Фізична географія материків : навч. посіб. : в 2 ч. — В. : ЕкоБізнесЦентр, 1999. — 200 с.
- Юрківський В. М. Регіональна економічна і соціальна географія. Зарубіжні країни: Підручник. — 2-ге. — К. : Либідь, 2001. — 416 с. — ISBN 966-06-0092-5.

### Англійською
- (англ.) Graham Bateman. The Encyclopedia of World Geography. — Andromeda, 2002. — 288 с. — ISBN 1871869587.

### Російською
- (рос.) Авакян А. Б., Салтанкин В. П., Шарапов В. А. Водохранилища. — М. : Мысль, 1987. — 326 с. — (Природа мира)
- (рос.) Алисов Б. П., Берлин И. А., Михель В. М. Курс климатологии [в 3-х тт.] / под. ред. Е. С. Рубинштейна. — Л. : Гидрометиздат, 1954. — Т. 3. Климаты земного шара. — 320 с.
- (рос.) Апродов В. А. Вулканы. — М. : Мысль, 1982. — 368 с. — (Природа мира)
- (рос.) Апродов В. А. Зоны землетрясений. — М. : Мысль, 2010. — 462 с. — (Природа мира) — ISBN 978-5-244-01122-7.
- (рос.) Лесото // Африка: энциклопедический справочник [в 2-х тт.] / гл. ред. А. А. Громыко. — М. : Советская энциклопедия, 1986. — Т. 2. К-Я. — 671 с.
- (рос.) Бабаев А. Г., Зонн И. С., Дроздов Н. Н., Фрейкин З. Г. Пустыни. — М.  : Мысль, 1986. — 320 с. — (Природа мира)
- (рос.) Браун Л. Африка. — М. : Прогресс, 1976. — 288 с. — (Континенты, на которых мы живем)
- (рос.) Букштынов А. Д., Грошев Б. И., Крылов Г. В. Леса. — М. : Мысль, 1981. — 316 с. — (Природа мира)
- (рос.) Власова Т. В. Физическая география материков. С прилегающими частями океанов. Южная Америка, Африка, Австралия и Океания, Антарктида. — 4-е, перераб. — М. : Просвещение, 1986. — 269 с.
- (рос.) Гвоздецкий Н. А., Голубчиков Ю. Н. Горы. — М. : Мысль, 1987. — 400 с. — (Природа мира)
- (рос.) Гвоздецкий Н. А. Карст. — М. : Мысль, 1981. — 214 с. — (Природа мира)
- (рос.) Географический энциклопедический словарь: географические названия / под. ред. А. Ф. Трёшникова. — 2-е изд., доп. — М. : Советская энциклопедия, 1989. — 585 с. — ISBN 5-85270-057-6.
- (рос.) Исаченко А. Г., Шляпников А. А. Ландшафты. — М. : Мысль, 1989. — 504 с. — (Природа мира) — ISBN 5-244-00177-9.
- (рос.) Словарь современных географических названий / под общей редакцией акад. В. М. Котлякова. — Екатеринбург : У-Фактория, 2006.
- (рос.) Лобова Е. В., Хабаров А. В. Почвы. — М. : Мысль, 1983. — 304 с. — (Природа мира)
- (рос.) Максаковский В. П. Географическая картина мира. Книга I: Общая характеристика мира. — М. : Дрофа, 2008. — 495 с. — ISBN 978-5-358-05275-8.
- (рос.) Максаковский В. П. Географическая картина мира. Книга II: Региональная характеристика мира. — М. : Дрофа, 2009. — 480 с. — ISBN 978-5-358-06280-1.
- (рос.) Поспелов Е. М. Географические названия мира: Топонимический словарь. — М. : АСТ, 2005.
- (рос.) Лесото // Страны Африки. Политико-экономический справочник / ред. В. Солодовников, В. Румянцев. — М. : Издательство политической литературы, 1969. — 318 с.
- (рос.) Физико-географический атлас мира. — М. : Академия наук СССР и Главное управление геодезии и картографии ГУГК СССР, 1964. — 298 с.
- (рос.) Энциклопедия стран мира / глав. ред. Н. А. Симония. — М. : НПО «Экономика» РАН, отделение общественных наук, 2004. — 1319 с. — ISBN 5-282-02318-0.